# Пронськ
Пронськ — селище міського типу в Росії, адміністративний центр Пронського району Рязанської області.
Населення — 3943 особи (станом на 2010 рік).
Селище розташовано на річці Проня (притока Оки), за 69 км на південь від Рязані. Відстань до найближчої залізничної станції Хрущово — 25 км.

## Історія
Пронськ вперше згадується 1131 року в Никонівському літописі, був центром удільного Пронського князівства, у 1460—1470-их роках був приєднаний до Рязанського князівства, в його складі приєднаний до Московського князівства 1520 року.
З 1708 року в складі Московської губернії, з 1778 року — повітове місто Рязанського намісництва, з 1796 року — Рязанської губернії.
1926 року Пронськ втратив статус міста, 1958 року став селищем міського типу.

## Економіка
Основними економічно важливими об'єктами селища Пронськ є: електромеханічний, молочний заводи, а також Пронський радгосп. На даний момент роль цих підприємств невелика — після розпаду СРСР вони втратили колишнє значення. В минулому існувало ще кілька господарств, які займались тваринництвом, в основному розведенням свиней різних порід. Нині вони цілковито винищені й захаращені.

### Електромеханічний завод
Електромеханічний завод за радянських часів був одним з найбільших підприємств Пронського району.
Завод виконував містотворчі функції — обслуговування каналізаційної мережі, утримання та профілактика котельні. Більшість жителів Пронська та найближчих населених пунктів були працівниками електромеханічного заводу. Основною продукцією були малогабаритні насоси, так звані «гноми».
До середини 1990-их років підприємство практично припинило свою діяльність. На даний момент на заводі продовжується повільне виробництво.

### Молочний завод
До останнього часу в Пронську, на базі молочного заводу утримувалось досить велике поголів'я крупної рогатої худоби. Продукція Пронського молокозаводу розповсюджувалась в основному районами, проте на прилавках Рязанської області також була представлена. Нині поголів'я корів значно скоротилось, а разом із ним і виробництво.

## Відомі уродженці
- Птиця Клавдій Борисович (1911—1983) — хоровий диригент, народний артист СРСР (1966).